# Aama (komiks)
Aama (fr. Aâma) – seria komiksowa autorstwa szwajcarskiego rysownika i scenarzysty Frederika Peetersa, opublikowana w czterech tomach w latach 2011–2014 przez francuskie wydawnictwo Gallimard. Po polsku ukazała się nakładem wydawnictwa Kurc.

## Fabuła
Utrzymana w konwencji science-fiction i dramatu psychologicznego, seria opowiada o Verlocu Nimie, mężczyźnie, który budzi się na planecie Ona(ji). Nie pamięta, kiedy i w jakich okolicznościach na niej się znalazł. Od Churchilla, robota przypominającego małpę, Verloc otrzymuje swój dziennik z zapiskami, które pozwalają mu odzyskać pamięć. Dzięki nim Verloc przypomina sobie, że po rozstaniu z żoną i otrzymaniu zakazu kontaktu z córką wyruszył z Churchillem i swoim bratem Conradem z tajną misją na Ona(ji) w celu znalezienia wyjątkowej substancji zwanej Aamą. 

## Tomy
| Tom | Tytuł i rok wydania polskiego    | Tytuł i rok wydania oryginalnego       |
| --- | -------------------------------- | -------------------------------------- |
| 1   | Zapach ciepłego pyłu (2018)      | L'odeur de la poussière chaude (2011)  |
| 2   | Niewidoczne rojowisko (2019)     | La multitude invisible (2012)          |
| 3   | Pustynia luster (2021)           | Le désert des miroirs (2013)           |
| 4   | Będziesz wspaniała, córko (2021) | Tu seras merveilleuse, ma fille (2014) |

## Nagrody
Za serię Aama Frederik Petteres otrzymał m.in.:
- w 2012 roku nominację do nagrody za najlepszy album komiksowy na 39. Międzynarodowym Festiwalu Komiksu w Angoulême[3],
- w 2012 roku nagrodę Prix de la BD, przyznawaną przez dziennik "Le Point"[4],
- w 2013 roku nagrodę za najlepszą serię komiksową na 40. Międzynarodowym Festiwalu Komiksu w Angoulême.